# 194P/LINEAR
194P/LINEAR, komet Jupiterove obitelji. 